# Parque nacional Alutaguse
El Parque Nacional Alutaguse (Estonio: Alutaguse rahvuspark) es un parque nacional en el condado de Ida-Viru. Se creó en 2018 con el objetivo de proteger los paisajes pantanosos, forestales y costeros típicos y raros y el patrimonio cultural del este de Estonia. En el parque nacional viven ardillas voladoras, águilas reales, aguiluchos laguneros y otras especies.
La superficie del parque nacional es de 44,331 hectáreas, lo que lo hace más de tres veces más grande que el Parque Nacional Karula. El área protegida está ubicada en las áreas de los municipios rurales de Alutaguse, Lüganuse, Jõhvi y Toila y consta de varias áreas separadas.

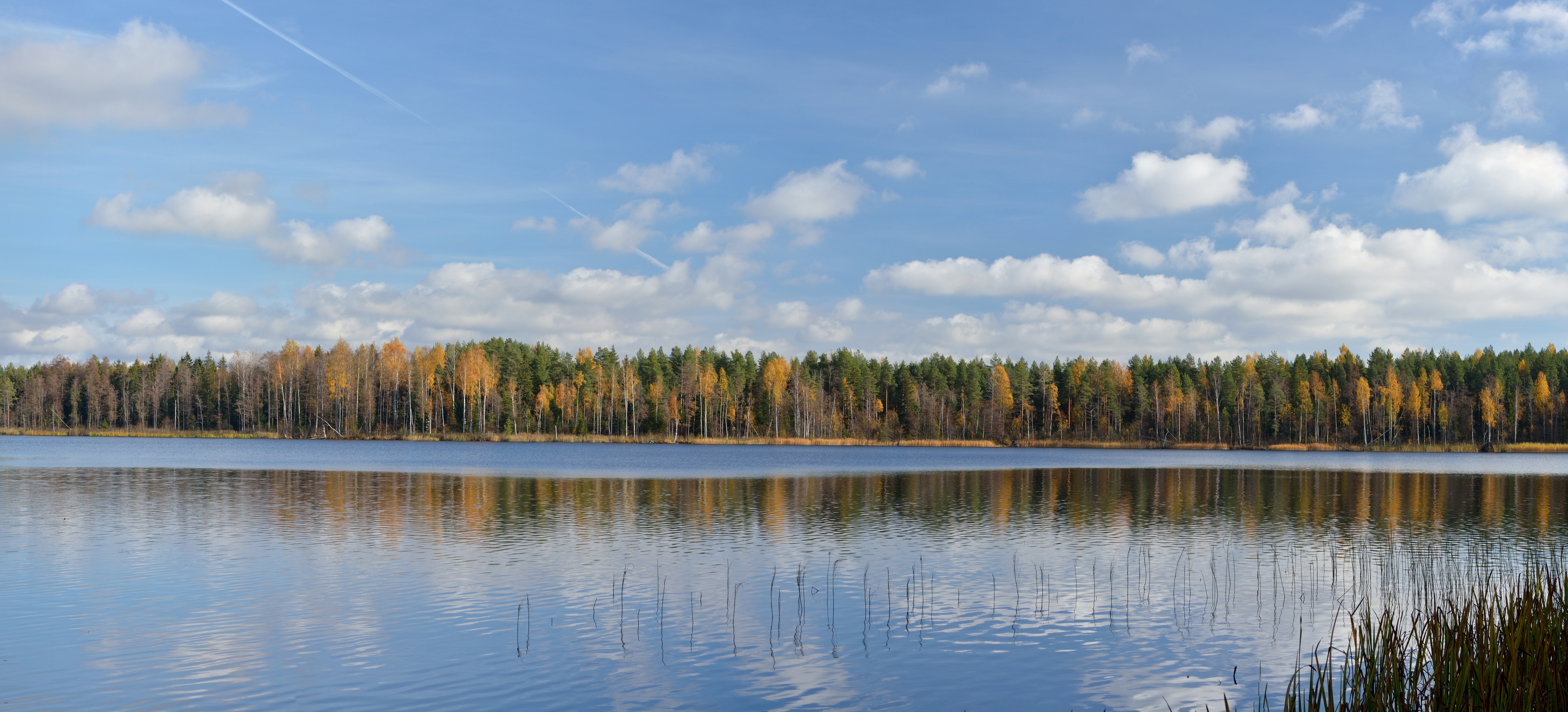
Lago Jaala
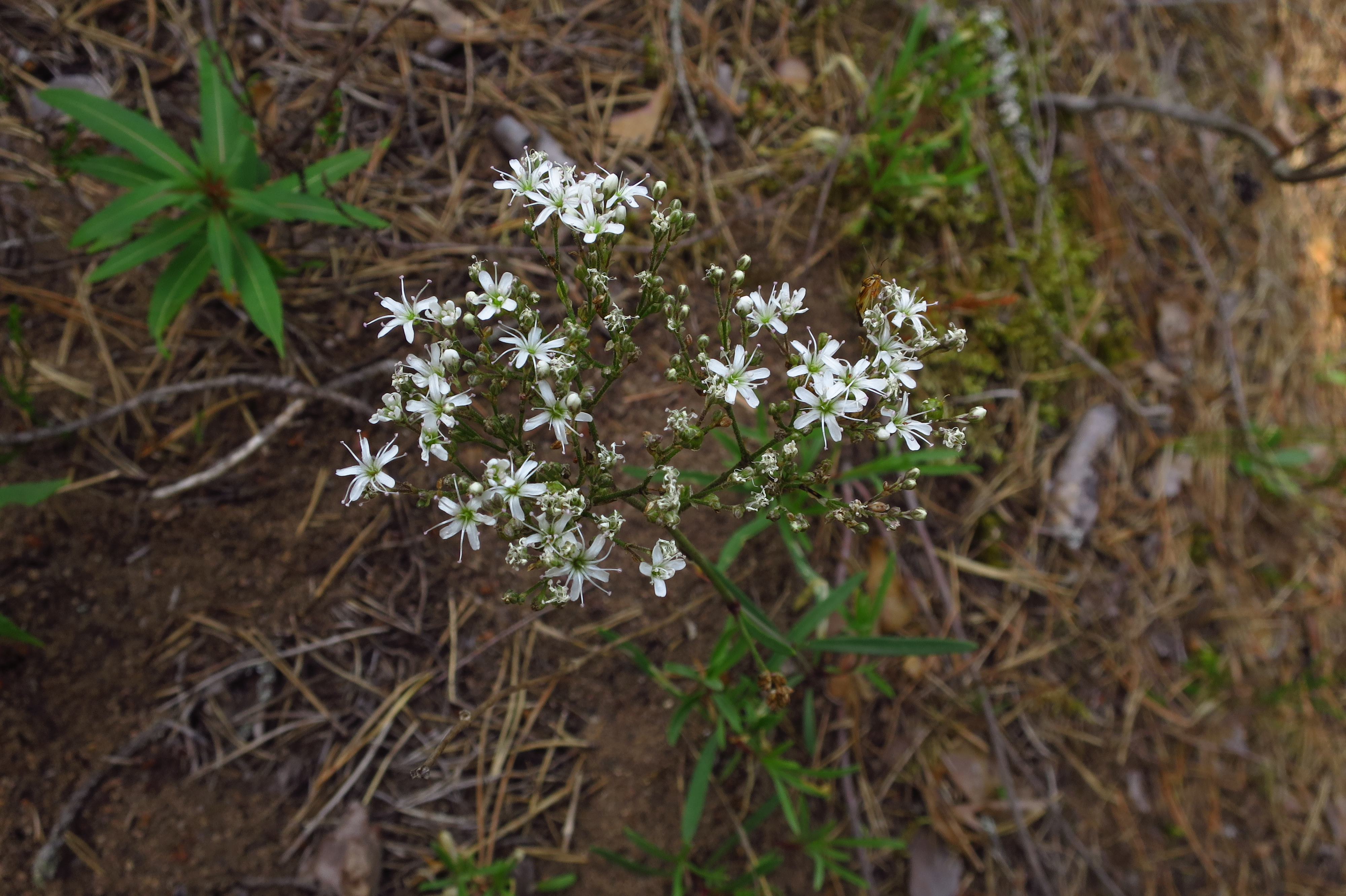
Gypsophila fastigiata dentro del parque

## Fundación del parque

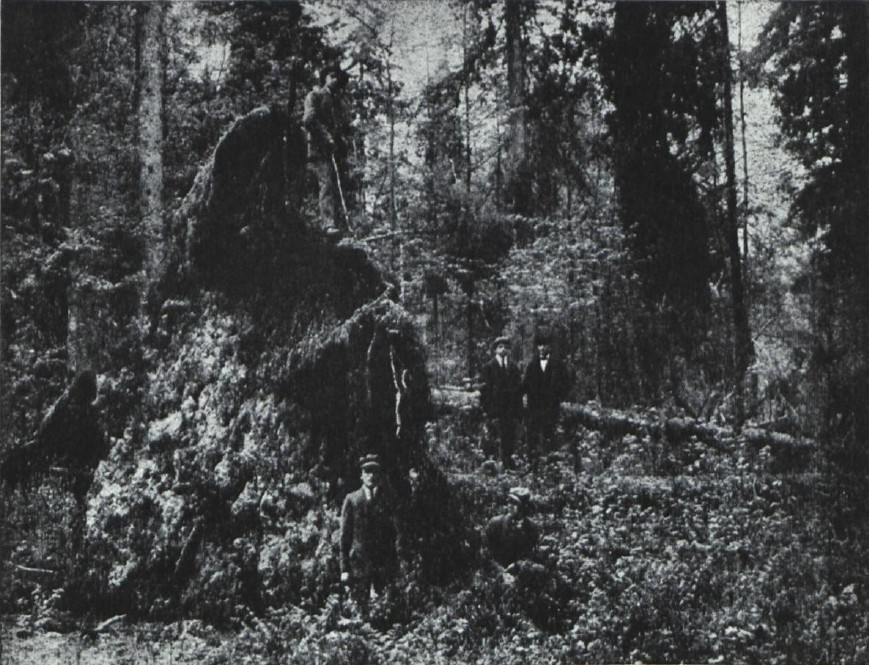
Bosque del parque en la década de 1930
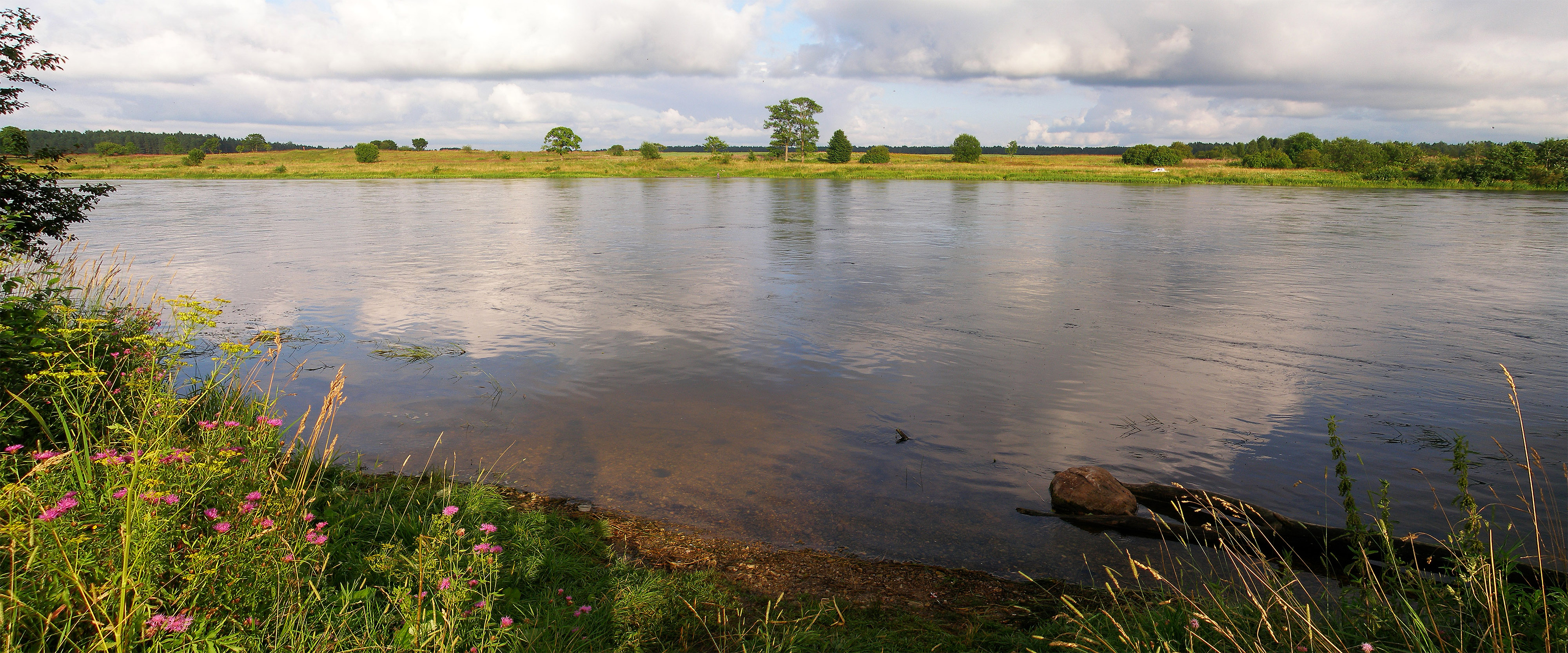
Río Narva pasando por el parque

El parque nacional fue establecido el 24 de noviembre de 2018 sobre la base de 11 áreas protegidas existentes. Las reservas naturales de Puhatu, Agusalu, Muraka y Selisoo, las reservas paisajísticas de Iisaku, Kurtna, Smolnitsa, Jõuga, Struuga y Mäetaguse y la zona de conservación del alto río Narva permanecieron dentro del área del parque nacional. 
Las normas de protección vigentes para las áreas protegidas siguieron vigentes hasta que las normas de protección de los parques nacionales entraron en vigor el 1 de enero de 2021. En 2024 se inició una ampliación del parque nacional, que, una vez concluida, debería aumentar la superficie del área protegida a casi 70,000 hectáreas.